# Wetmorella
Genre
Wetmorella est un genre de poissons de la famille des Labridae. 

## Liste desespèces
Selon World Register of Marine Species (6 octobre 2015) :
- Wetmorella albofasciata Schultz & Marshall, 1954
- Wetmorella nigropinnata (Seale, 1901)
- Wetmorella tanakai Randall & Kuiter, 2007